# Begón de Tolosa
Begón de Tolosa , también Begone o Bégon (c.760 – 28 de octubre 816) fue conde de Tolosa, de París y duque de Septimania.

## Biografía
Begón era hijo del conde Gerardo I de París y de una mujer llamada Rotruda, de quien no consta procedencia. Después de la abdicación Guillermo I de Tolosa en 806, asumió el gobierno del condado de Tolosa y el ducado de Septimania, fundó la rica y próspera abadía de Saint-Maur-des-Fossés y en 815, tras el ascenso al trono imperial de Ludovico Pío, recibió también el título de conde de París, título que ostentaba su hermano mayor, Estéfano I, quien es citado por Eginardo por ser uno de los quince condes que fueron testigos del testamento de Carlomagno en 814.
Según los Annales Hildesheimenses, Begón era amigo personal de Ludovico Pío quien, además de otorgarle el condado de París, le nombró consejero real. Murió en 816, exactamente el 28 de octubre según la necrología de la abadía de Saint-Germain-des-Prés. El condado lo heredó su hermano menor, Leotardo I, y condado de Tolosa lo recibió Berenguer.

## Matrimonio y descendencia
Begón se casó con Alpaïs, hija ilegítima del rey de Aquitania y futuro emperador Ludovico Pío (según el cronista francés Flodoardo). El matrimonio tuvo cuatro hijos:
- Leotardo II, conde de París
- Everardo
- Susana (c.810-?)
- Engeltrude de París, esposa en primer lugar del marqués de Istria, Unifredo, y después del conde Unruoch II de Friuli